# Kevin Ratcliffe
Kevin Ratcliffe (født 12. november 1960 i Mancot, Wales) er en walisisk tidligere fodboldspiller (forsvarer) og -træner, bedst kendt for sine 12 sæsoner hos Everton.
Ratcliffe tilbragte størstedelen af sin karriere hos Everton i England. Her var han en del af en af klubbens gyldne perioder, og var fast mand da holdet i midten af 1980'erne vandt to engelske mesterskaber, en FA Cup-titel samt Pokalvindernes Europa Cup. Han spillede i alt 359 ligakampe for klubben, og var desuden anfører i syv sæsoner. Han er en del af Evertons Hall of Fame.
Ratcliffe var i en årrække en bærende kraft på Wales' landshold, og nåede i alt at repræsentere sit land 59 gange. Selvom Wales i denne periode havde et profilrigt hold, der desuden bestod af blandt andet Ian Rush og Mark Hughes, lykkedes det aldrig landet at kvalificere sig til en slutrunde i Ratcliffes landsholdstid.

## Titler
Engelsk mesterskab
- 1985 og 1987 med Everton

FA Cup
- 1984 med Everton

Charity Shield
- 1984, 1985, 1986 og 1987 med Everton

Pokalvindernes Europa Cup
- 1985 med Everton